# ولادة في النعش
الولادة في النعش أو قذف الجنين بعد الوفاة وهو المصطلح الدارج في الأوساط الأكاديمية ، وهي عملية طرد الجنين الميت من خلال فتحة مهبل جثة متحللة لامرأة حامل، نتيجة لضغط الغاز المتزايد داخل البطن والناتج عن عملية التحلل والتعفن بعد الموت. ويعد هذا النوع من التغيرات بعد الوفاة نادرًا جدًا.
عادة ما تتولد كميات كبيرة من الغازات خلال عملية تحلل جسم الإنسان بعد الموت، وهي عملية تحدث بشكل طبيعي بعد الموت بسبب وجود البكتريا في بعض الأعضاء الموجودة داخل تجويف البطن (مثل المعدة والأمعاء)، مما يسبب تضخم وانتفاخ الجثة. في بعض الحالات، يمكن لهذه الغازات أن تسبب ضغطًا كبيرًا على الرحم، مما يدفعه باتجاه الأسفل، فيدفع الجنين للخروج من الجسم عن طريق فتحة المهبل، في عملية تشبه الولادة الطبيعية. والاختلاف بين هذه الحالة وعملية الولادة الطبيعية هو أنه في الولادة الطبيعية تقوم تقلصات الرحم بدفع الجنين وذلك يشترط أن تكون الأم على قيد الحياة.
تم تسجيل عدد محدود من حالات الولادة في النعش منذ القرن السادس عشر ميلاديًا. ورغم بقاء حدوثها أمرًا نادرًا إلا أنه قد وُجدت حالات من الولادة في النعش في العصر الحديث، وذلك في ظروف محددة كعدم العثور على الجثة لفترة من الوقت. كما وجدت حالات أخرى لخروج الجنين الميت من رحم جثة سيدة حامل أثناء تحللها وبطرق تختلف عن طريقة الولادة في النعش أو قذف الجنين خارج الرحم بعد الموت.

## الأسباب
لا تتضح أسباب عملية الولادة في النعش بشكل قاطع، وذلك لصعوبة خضوع هذه العملية للتجريب والملاحظة. ويعتقد بتدخل الكثير من العوامل لإتمام هذه العملية، وقد وضعت فرضية مقبولة بناءًا على أبحاث الطب الشرعي والكيمياء الحيوية لتوضح سبب حالة الولادة في النعش.
في العادة، تتحلل الجثة بعد توقف وصول الأكسجين إلى الخلايا، وذلك بفعل البكتيريا اللاهوائية التي تتكاثر داخل الجهاز الهضمي، ونتيجة لنشاط هذه البكتيريا تنتطلق كميات من الغازات مثل ثاني أكسيد الكربون والميثان وكبريتيد الهيدروجين. كما تفرز هذه البكتيريا إنزيمات تعمل على تحليل وهضم خلايا وبروتينات الجسم. تنتشر هذه الغازات في الدورة الدموية للجسم مما يسبب انتفاخ الجذع والأطراف. وتبدأ هذه التغيرات عادة خلال يومين إلى خمسة أيام من بعد تاريخ الموت، تبعًا لدرجة الحرارة الخارجية والرطوبة وبعض الظروف البيئية الأخرى. وبسبب هذه الضغط المتزايد داخل الجسم، تبدأ سوائل الجسم بالاندفاع من خلال فتحات الجسم المختلفة. وفي هذه النقطة تتمدد الانسجة المحيطة بالجنين في حالة أن الجثة هي لسيدة حامل. ويدفع ضغط الغاز المتزايد داخل البطن الرحم للانقلاب للخارج، واندفاع الجنين إلى خارج الجسم. وقد لوحظ أن عملية الولادة في النعش يغلب حدوثها في جثث السيدات اللاتي قد أنجبن عدة مرات قبل وفاتهن وذلك لمرونة عنق الرحم لديهن أكثر مما هو عليه لدى السيدات اللاتي قد توفين أثناء حملهن لأول مرة.

## تاريخيًا
وصفت العديد من الحالات الموثقة لعملية الولادة في النعش في أحد الكتب الطبية بعنوان «الحالة الغريبة والشاذة في الطب» والذي طبع لأول مرة عام 1896. وقد وقعت أول حالة مسجلة عام 1551 عندما تعرضت امرأة حامل للشنق من قبل محاكم التفتيش الإسبانية، وبعد أربع ساعات وفاتها، وعلى الرغم من بقاء جثتها معلقة من رقبتها، وشوهد اندفاع جنينين ميتين خارج رحم الجثة عن طريق المهبل. وتعد هذه الحالة غير مألوفة نظرًا لقصر الوقت المنقضي بين الموت والولادة بعد الوفاة. كما أنه لا توجد أية معلومات بخصوص الظروف الأخرى المحيطة بالجثة، مما يجعل من المستحيل معرفة ما إذا كان هناك تسريع لعملية تحلل الجثة وتعفنها بشكل أسرع.
وفي مدينة بروكسل، في عام 1633، توفيت امرأة بعد تعرضها لنوبة من التشنجات وبعد ثلاثة أيام من الوفاة، قامت جثة السيدة بطرد الجنين خارج الرحم. وفي مدينة فايسنفلس الألمانية عام 1861، لوحظ وقوع عملية الولادة في النعش بعد وفاة سيدة حامل ب60 ساعة.أما باقي الحالات فقد وصفت بعد ملاحظة بقايا هياكل عظمية لسيدات حوامل بعد وفاتهن بفترات طويلة.
وقد وضعت تقنيات التحنيط الحديثة خلال أواخر القرن ال19، حيث يتم حقن الجثث بمركبات كيميائية مثل الفورمالديهايد، وتقوم هذه المركبات على طرد السوائل الطبيعية من الجسم، ومعها البكتيريا، وبالتالي تتعطل عملية التعفن وتوليد الغازات التي تشكل القوة الفاعلة وراء طرد الجنين. ومع ذلك، بقيت تلك الظاهرة معترفًا بها من قبل العلوم الطبية، وفي عام 1904 كتب الطبيب جون وليامز كتابًا عن الطب الولادة وقد شمل قسمًا خاصًا بشرح عملية الولادة في النعش. ثم تم استبعاد هذا القسم من كتابه في نسخته ال13 في عام 1966 ، ولم يظهر في الطبعة التي نشرت في عام 2009. واستمرت مناقشة عملية الولادة في النعش في الأدبيات الطبية الألمانية خلال القرن العشرين متضمنة تقارير تؤكد وقوع حالات مشابهة حديثًا.
وفي عام 2005، عُثِر على جثة امرأة تبلغ من العمر 34 عاما، حاملاً في شهرها الثامن، في شقتها في هامبورغ، بألمانيا. وقد لوحظ انتفاخ البطن وتغير لونها. وبتشريح الجثة، تبين الطبيب الشرعي من خروج كلًا من رأس وكتفي الجنين من فتحة مهبل جثة السيدة. وكانت المرأة التي أنجبت مرتين من قبل، وتوفيت نتيجة جرعة زائدة من الهيروين. فاعتُبِرت حالًة غير عادية أُتيح للقليلين من الممارسين مراقبتها وتوثيقها.
ففي عام 2008، وجدت جثة امرأة تبلغ من العمر 38 عاما، حاملاً في شهرها السابع، في حقل مفتوح بعد أربعة أيام من اختفائها من منزلها في بنما. وقد وجد رأسها مكممًا بواسطة كيسًا بلاستيكيًا مما يوحي بكونها قد تعرضت لجريمة قتل. ونتيجة للظروف المحيطة بالجثة من حيث الحرارة الاستوائية والرطوبة العالية، وجدت الجثة منتفخًة ومشوهة للغاية. وبتشريحها، تم اكتشاف بقايا الجنين في الملابس الداخلية للمرأة، وعلى الرغم من أن جثة الجنين كانت في حالة مشابهة لحالة أمه من التحلل، إلا أن الحبل السري كان ما يزال سليمًا ومتعلقًا بالمشيمة داخل الرحم.